# Claude Guilmois de Rosidor
Claude Guilmois de Rosidor, född 1660, död efter 1718, var en fransk skådespelare och direktör för ett kringresande teatersällskap. Han var ledare för den svenska hovteatern La troupe du Roi de Suede, som från 1699 till 1706 var aktiva i Sverige.

## Biografi och karriär
Claude Guilmois de Rosidors fullständiga namn var Claude Ferdinand Guillemay du Chesnay, men Rosidor var hans artistnamn. Hans föräldrar Jean Guillemay du Chesnay (också med artistnamnet Rosidor) och Charlotte Meslier, var också aktörer.
Rosidor tillhörde ett kringresande sällskap och hade turnerat i provinserna då han år 1691 debuterade på Theatre Francais i Paris i en tragedi. Han engagerades av Karl XII att spela teater i Sverige och anlände som ledare för en trupp franska skådespelare, dansare och sångare år 1699. Sällskapet uppträdde därefter i Stora Bollhuset i Stockholm. Truppen var en hovteater som främst uppträdde inför hovet, men de uppförde även skådespel inför allmänheten i Stora Bollhuset. De blev aldrig populära för allmänheten på grund av sitt språk. Rosidor och hans trupp lämnade landet slutgiltigt 1706 och turnerade sedan i centrala Europa. År 1718 befann sig truppen i Prag i nuvarande Tjeckien.
Rosidor var gift med skådespelaren Marie Troche. Paret hade barnen Marie Catherine och Pierre, också de medlemmar i truppen och uppträdande i Sverige.